# Юлиус Ернст (Брауншвайг-Даненберг)
Юлиус Ернст (на немски: Julius Ernst von Braunschweig-Dannenberg; * 1571, † 1636) от род Велфи, княз на Люнебург е от 1598 до смъртта си собственик на Господството Даненберг на Елба в Долна Саксония.

## Живот
Той е най-възрастният син на княз Хайнрих фон Брауншвайг-Даненберг (1533 – 1598) и Урсула фон Саксония-Лауенбург (1545 – 1620), дъщеря на херцог Франц I от Саксония-Лауенбург. По-малкият му брат е Август II Млади (1579 – 1666).
След смъртта на баща му през 1598 г. той става княз на Даненберг. На 1 септември 1614 г. той се жени за графиня Мария от Източна Фризия (* 1 януари 1582; † 9 юли 1616), дъщеря на граф Едзард II от Източна Фризия и принцеса Катарина Васа (1539 – 1610), дъщеря на шведския крал Густав I Васа. След смъртта ѝ Юлиус се жени втори път през 1617 г. за принцеса Сибила фон Брауншвайг-Люнебург (* 3 юни 1584; † 5 август 1652), дъщеря на Вилхелм от Брауншвайг-Люнебург и принцеса Доротея Датска, дъщеря на крал Кристиан III от Дания.
Юлиус умира без мъжки наследник и е наследен от брат му Август.

## Деца
От Мария от Източна Фризия има децата:
- Зигизмунд Хайнрих (* 30 август 1614; † 1 ноември 1614)
- Мария Катарина (* 9 юли 1616; † 1 юли 1665), ∞ Адолф Фридрих I фон Мекленбург (1588 – 1658)

От Сибила фон Брауншвайг-Люнебург има децата:
- Август (* 1619)
- Анна Мария (* 1622)